# Il primo dei bugiardi
Il primo dei bugiardi (The Invention of Lying) è un film del 2009 scritto e diretto da Ricky Gervais e Matthew Robinson.

## Trama
Il film è ambientato in un mondo alternativo dove nessuno mente mai, non ci sono religioni, le pubblicità dicono la verità e i film consistono in una narrazione dei fatti storici.
Mark Bellison è uno sceneggiatore di scarso successo a cui è stato assegnato il XIV secolo, un periodo caratterizzato dalla peste. Un giorno viene licenziato e il suo padrone di casa lo sfratta perché non può pagare gli 800 dollari dell'affitto. Si reca in banca per ritirare i 300 dollari che gli rimangono sul conto ma i computer sono fuori servizio, così l'impiegata chiede a Mark quale importo voglia. In questo momento nella mente di Mark avviene qualcosa di straordinario e chiede 800 dollari, dicendo così la prima bugia della storia.
Mark comincia a raccontare bugie, ma non mente solo per trarne benefici personali, lo fa anche cercando di rendere felici altre persone. Si presenta al suo vecchio datore di lavoro e gli consegna una sceneggiatura sul XIII secolo interamente inventata da lui, con fatti improbabili come invasioni aliene, che lo porterà ad un grande successo. Ora che ha successo Mark chiede ad Anna, una donna che aveva già conosciuto, di uscire insieme; Anna non è attratta da lui ma pensa comunque che potrebbe essere un buon padre e marito, anche se i figli sarebbero grassi e col naso a patata. Anna però è corteggiata anche da Brad Kessler, un collega di Mark.
Quando si trova in ospedale con sua madre in punto di morte che gli dice di essere spaventata, Mark le racconta che non è destinata ad un'eternità nel nulla ma che esiste un aldilà. Il medico e le infermiere presenti rimangono affascinati da quello che hanno sentito, il giorno dopo Mark si trova al centro dell'attenzione della gente che è curiosa di sapere quali altre cose sa sulla morte. A questo punto Mark si inventa dieci regole e dice che gli sono state fornite da un uomo nel cielo, garantendo che le persone che non commetteranno brutte azioni avranno un'enorme villa dopo la morte.
Anna ha accettato di sposare Brad, ma il giorno del matrimonio Mark interrompe la cerimonia chiedendo alla donna se è quello che lei vuole veramente. Mark poi le confessa di essere in grado di mentire, mentre Anna si rende conto di essere innamorata di lui. Qualche anno più tardi vediamo Mark pranzare con sua moglie Anna, incinta, e il loro figlio, che ha lo stesso "dono" del padre.

## Produzione
Il film era stato inizialmente prodotto con il titolo This Side of the Truth, ma Gervais annunciò sul suo blog nel mese di aprile 2009 che il titolo era stato cambiato, riprendendo un altro titolo che aveva già pensato qualche settimana prima.
Il film è stato finanziato da Media Rights Capital e le prime riprese sono state effettuate a Lowell, in Massachusetts, nell'aprile 2008. Alcune scene sono anche state girate a Quincy, North Andover e Boston. Il montaggio del film è terminato all'inizio di giugno 2008.

## Distribuzione
La Warner Bros. possiede i diritti per la distribuzione del film nell'America del Nord, mentre la Universal Pictures possiede i diritti per la promozione del film nel resto del mondo.
Il film è uscito nelle sale cinematografiche britanniche e statunitensi il 2 ottobre 2009. In Italia è stato pubblicato direttamente in home video il 27 ottobre 2010.